# Wapen van Wetsens

Wapen van Wetsens

Het wapen van Wetsens is het dorpswapen van het Nederlandse dorp Wetsens, in de Friese gemeente Noardeast-Fryslân. Het wapen werd in 1988 geregistreerd.

## Beschrijving
De blazoenering van het wapen luidt als volgt:
In goud een versmalde dwarsbalk van azuur, boven vergezeld van twee adelaarsvleugels van sabel, onder van een ketel van keel.
De heraldische kleuren zijn: goud (goud), azuur (blauw), sabel (zwart) en keel (rood).

## Symboliek
- Pot: symbool van de heilige Vitus, patroonheilige van de Sint-Vituskerk van Wetsens.[3]
- Arendsvleugels: ontleend aan het wapen van het geslacht Jaerla dat in het dorp een stins bewoonde. De vleugels dienen als pars pro toto voor de adelaar op dit wapen.[3]
- Dwarsbalk: staat symbool voor de Jaarlasloot, een belangrijk element in de waterhuishouding van Oostdongeradeel.[3]

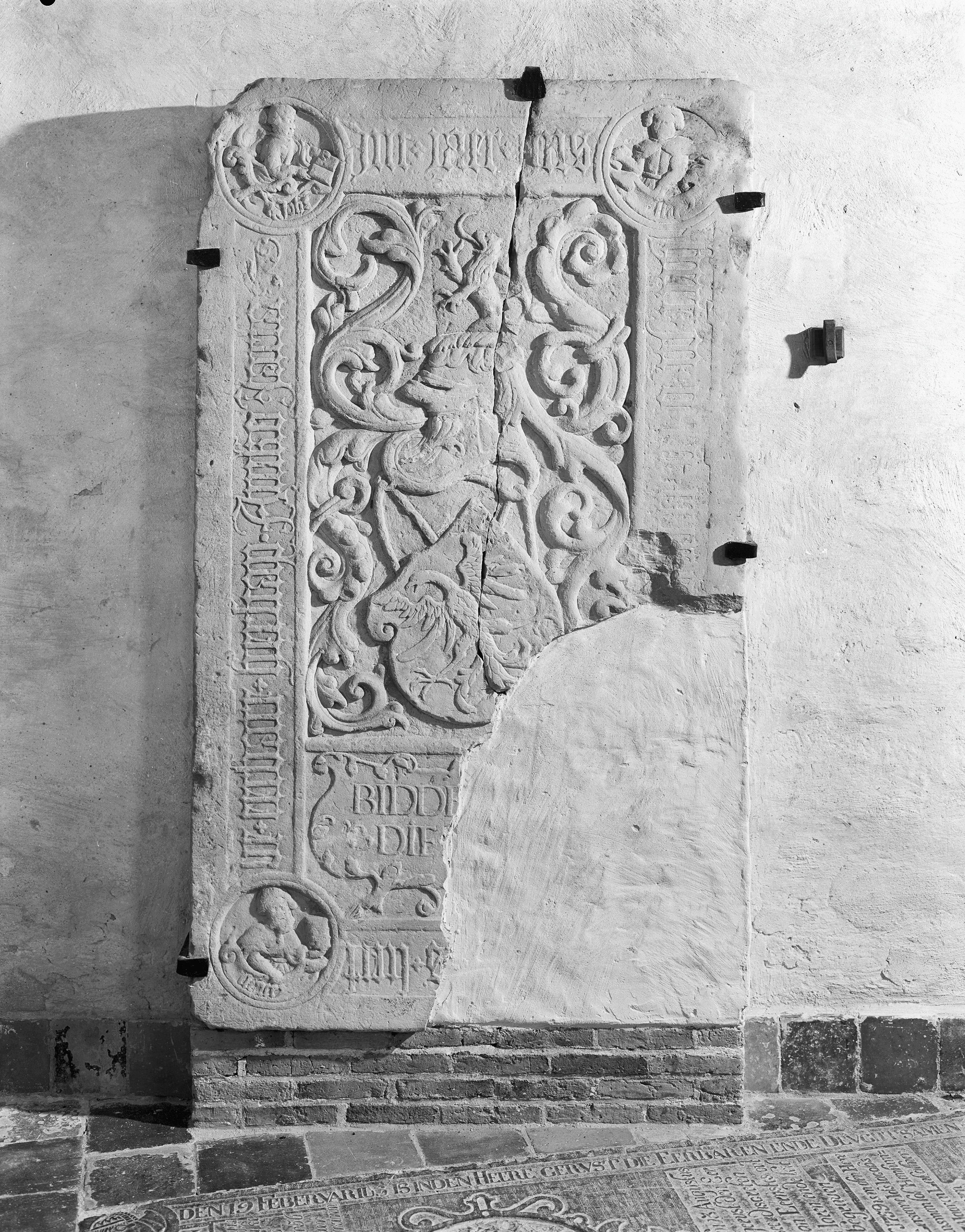
Zerk voor Aamke Jaerla in de Sint-Annakerk te Hantumhuizen.

## Zie ook

Vlag van Wetsens